# Sexuální chování
Sexuální chování je zjevnou realizací sexuality. Vyskytuje se u zvířecích druhů s vyvinutou pohlavní odlišností a může se značně lišit podle druhu živočicha. Zvířecí sexuální chování zkoumá etologie. Lidské sexuální chování je součástí lidské sexuality a zahrnuje erotické projevy, genitální a orgasmické aktivity, zejména soulož, jiné formy pohlavního styku jako necking, petting, felaci a též masturbaci. Jeho studiem se zabývá sexuologie.